# Yarek Gasiorowski
Yarek Gasiorowski Hernandis (Poliñá de Júcar, Valencia, 12 de enero de 2005), conocido simplemente como Yarek, es un futbolista español que juega como defensa en el PSV Eindhoven de la Eredivisie.

## Trayectoria
Hizo las pruebas con el Valencia C. F. en 2012 para ingresar en su academia, y se incorporó a su cantera poco después. El 4 de agosto de 2022 firmó un contrato profesional con el club ché por 3+2 años.
En septiembre de 2022 fue nombrado por el periódico inglés The Guardian como uno de los mejores jugadores nacidos en 2005 en todo el mundo.
En octubre de 2023 hizo su debut con el primer equipo. Llegó a disputar un total de 35 partidos y en julio de 2025 fue traspasado al PSV Eindhoven. En su debut ganó la Supercopa de los Países Bajos y en su segundo partido, el de su estreno en la Eredivisie, dio una asistencia y marcó el primer gol de su carrera.

## Selección nacional
De padre polaco y madre española, nació en Poliña del Jucar, en la provincia de Valencia, España. Fue convocado al mismo tiempo con Polonia sub-17 y con España sub-17, y eligió jugar con España. Fue convocado con España sub-19 en septiembre de 2022, desde entonces, ha sumado 28 internacionalidades y 8 goles, siendo hasta el momento el futbolista sub-19 con más internacionalidades con España, destacándose como un gran rematador de cabeza.

## Estadísticas

### Clubes
Actualizado al último partido disputado el 9 de agosto de 2025.
| Club                             | Div.          | Temporada     | Liga  | Liga  | Copas nacionales | Copas nacionales | Copas internacionales | Copas internacionales | Total | Total |
| Club                             | Div.          | Temporada     | Part. | Goles | Part.            | Goles            | Part.                 | Goles                 | Part. | Goles |
| -------------------------------- | ------------- | ------------- | ----- | ----- | ---------------- | ---------------- | --------------------- | --------------------- | ----- | ----- |
| Valencia C. F. Mestalla · España | 2.ª F         | 2022-23       | 4     | 0     | ―                | ―                | ―                     | ―                     | 4     | 0     |
| Valencia C. F. Mestalla · España | 2.ª F         | 2023-24       | 7     | 0     | ―                | ―                | ―                     | ―                     | 7     | 0     |
| Valencia C. F. Mestalla · España | Total club    | Total club    | 11    | 0     | 0                | 0                | 0                     | 0                     | 11    | 0     |
| Valencia C. F. · España          | 1.ª           | 2023-24       | 14    | 0     | 2                | 0                | ―                     | ―                     | 16    | 0     |
| Valencia C. F. · España          | 1.ª           | 2024-25       | 15    | 0     | 4                | 0                | ―                     | ―                     | 19    | 0     |
| Valencia C. F. · España          | Total club    | Total club    | 29    | 0     | 6                | 0                | 0                     | 0                     | 35    | 0     |
| PSV Eindhoven · Países Bajos     | 1.ª           | 2025-26       | 1     | 1     | 1                | 0                | 0                     | 0                     | 2     | 1     |
| PSV Eindhoven · Países Bajos     | Total club    | Total club    | 1     | 1     | 1                | 0                | 0                     | 0                     | 2     | 1     |
| Total carrera                    | Total carrera | Total carrera | 41    | 1     | 7                | 0                | 0                     | 0                     | 48    | 1     |

## Palmarés

### Títulos nacionales
| Título                        | Equipo        | País         | Año  |
| ----------------------------- | ------------- | ------------ | ---- |
| Supercopa de los Países Bajos | PSV Eindhoven | Países Bajos | 2025 |

### Títulos internacionales
| Título                               | Equipo        | Sede              | Año  |
| ------------------------------------ | ------------- | ----------------- | ---- |
| Campeonato Europeo de la UEFA Sub-19 | España sub-19 | Irlanda del Norte | 2024 |

### Distinciones individuales
| Distinción                                                               | Año  |
| ------------------------------------------------------------------------ | ---- |
| Seleccionado en el Once de Plata de Fútbol Draft.                        | 2024 |
| Incluido en el equipo ideal del Europeo sub-19                           | 2024 |
| Parte de los 60 mejores futbolistas jóvenes del mundo según The Guardian | 2022 |